# Álvaro Ramazzini
Álvaro Leonel Cardenal Ramazzini Imeri (Ciudad de Guatemala, 16 de julio de 1947) es un obispo y cardenal de la Iglesia católica en Guatemala.  Sirvió como el cuarto obispo de la Diócesis de San Marcos (1988-2012). Y desde el 14 de mayo de 2012, es el obispo  de la Diócesis de Huehuetenango, actualmente es el cardenal número 3 de la historia de  Guatemala
El 1 de septiembre de 2019, el Papa Francisco anunció  que le ordenaría Cardenal el 5 de octubre de 2019.

## Biografía
Ramazzini se ordenó presbítero el 27 de junio de 1971, en la Catedral de Guatemala por el entonces arzobispo Mario Casariego. Sirviendo en la Archidiócesis de Guatemala. Obtuvo un doctorado en Derecho Canónico  (J.C.D.) en el Pontificia Universidad Gregoriana del Vaticano. Fue profesor y rector del Seminario Mayor de Guatemala y párroco  de una de las parroquias más grandes en la Arquidiócesis de Guatemala. El 15 de diciembre de 1988, el Papa Juan Pablo II lo nombró Obispo de San Marcos. Fue consagrado por el Papa el 6 de enero de 1989. 
Como sacerdote y obispo, Ramazzini se ha implicado en asuntos de justicia social, especialmente protegiendo los derechos de personas indígenas.  Ha luchado en contra de empresas multinacionales quiénes vienen a Guatemala para aumentar su riqueza mineral mientras destruyen el campo.  El Obispo Ramazzini ha apoyado a pobres y marginados en su búsqueda para obtener el valor cívico necesario para luchar contra la injusticia que sufren. Ha recibido muchas amenazas de muerte debido a su trabajo, mientras ha recibido cartas oficiales de apoyo de la Santa Sede y de la Conferencia de Estados Unidos de Obispos católicos.
En 2005 Ramazzini recibió el premio Konrad Lorenz. Fue  elegido Presidente de la Conferencia Episcopal de Guatemala en 2006.  En 2011 recibo el premio Pacem en Terris Paz y Premio de Libertad, en honor de su trabajo de justicia social.
Ramazzini ha desempeñado diversos cargos en la Conferencia Episcopal de Guatemala. Así, por ejemplo, en 2013 presidió la Comisión para Comunicaciones Sociales y la Comisión para Ministerio de Prisión.
Ramazzini participó en la Asamblea Especial para América del Sínodo de Obispos (1997), y en el CELAM Asamblea en Aparecida, (Brasil, 2007).
El 14 de mayo de 2012, Ramazzini fue nombrado obispo de Huehuetenango (Guatemala), tras la renuncia del Obispo Rodolfo Francisco Bobadilla Mata, C.M., al haber cumplido 75 años.
Fue creado cardenal por el papa Francisco en el consistorio celebrado el 5 de octubre de 2019, asignándole el título de San Juan Evangelista en Spinaceto.
El 14 de enero de 2020 fue nombrado miembro del Dicasterio para los Laicos, la Familia y la Vida y el 21 de enero, miembro de la Pontificia Comisión para América Latina ad quinquennium.
En 2022 presentó su renuncia al Papa Francisco de la Diócesis de Huehuetenango al haber cumplido los 75 años, como indican las normas en la Iglesia Católica. Sin embargo, el Papa rechazó su renuncia y solicitó que siguiera al frente de su diócesis. Ramazzini aceptó con agrado.